# Андач (потік)
Андач (словац. Andač) — річка в Словаччині; права притока Радошинки. Протікає в округах Глоговец і Нітра.
Довжина — 16 км. Витікає в масиві Подунайські пагорби на висоті 185 метрів.
Протікає територією сіл Клячани, Рішньовце та Збеги.
Впадає в Радошинку на висоті 143.7 метра.